# Pfarrkirche St. Stefan (Finkenstein am Faaker See)

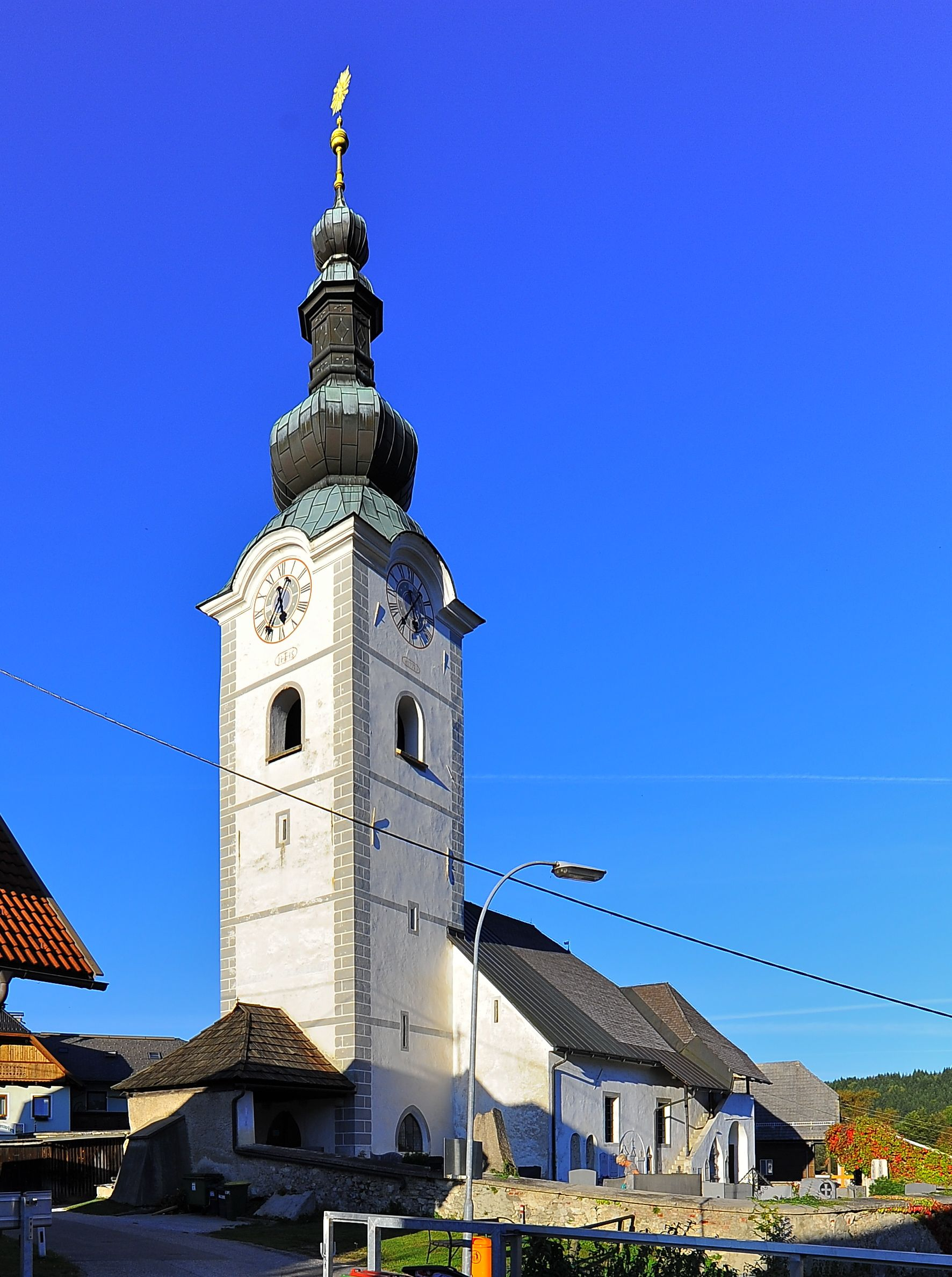
Pfarrkirche Sankt Stefan, Südwest-Ansicht

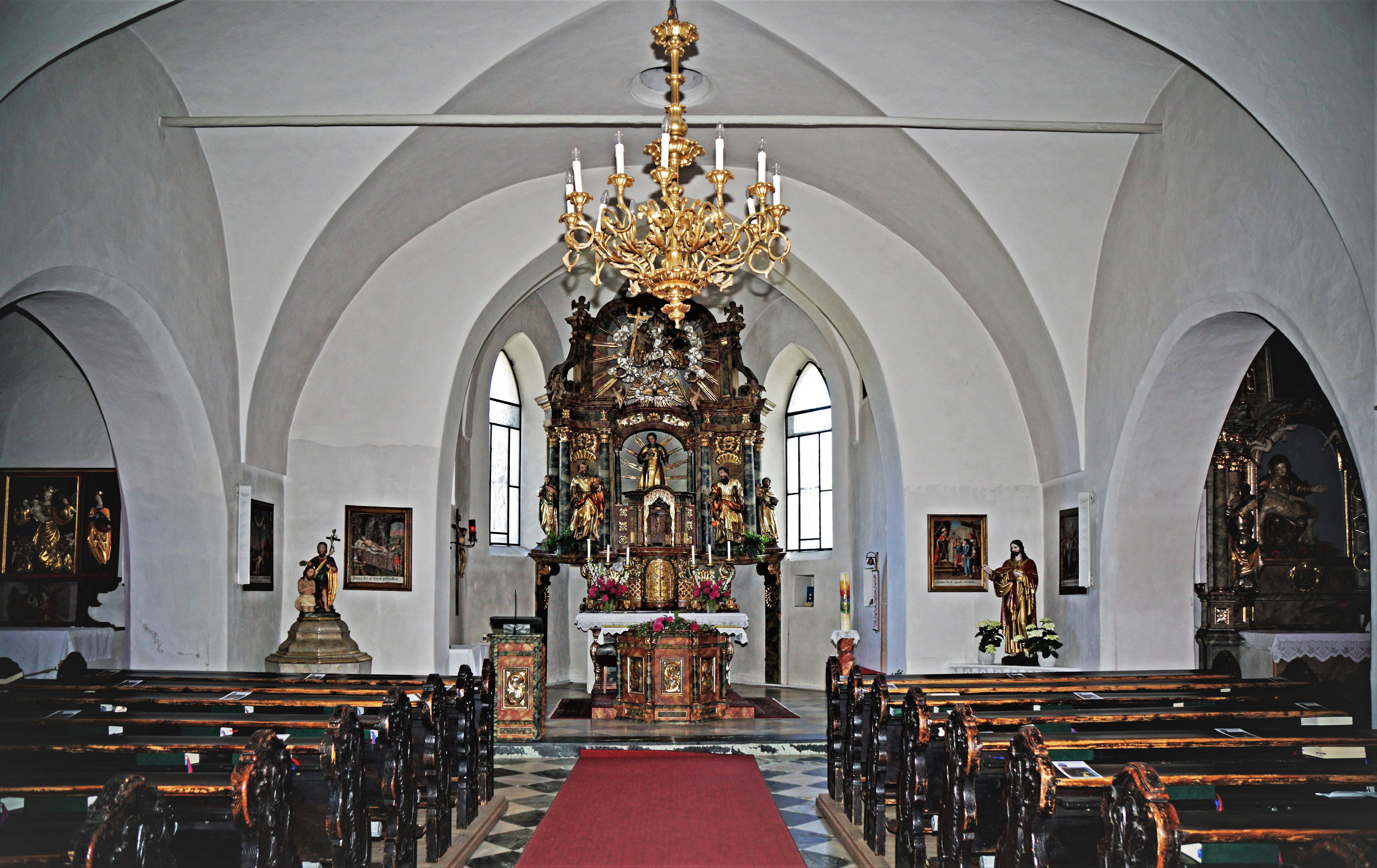
Innenansicht

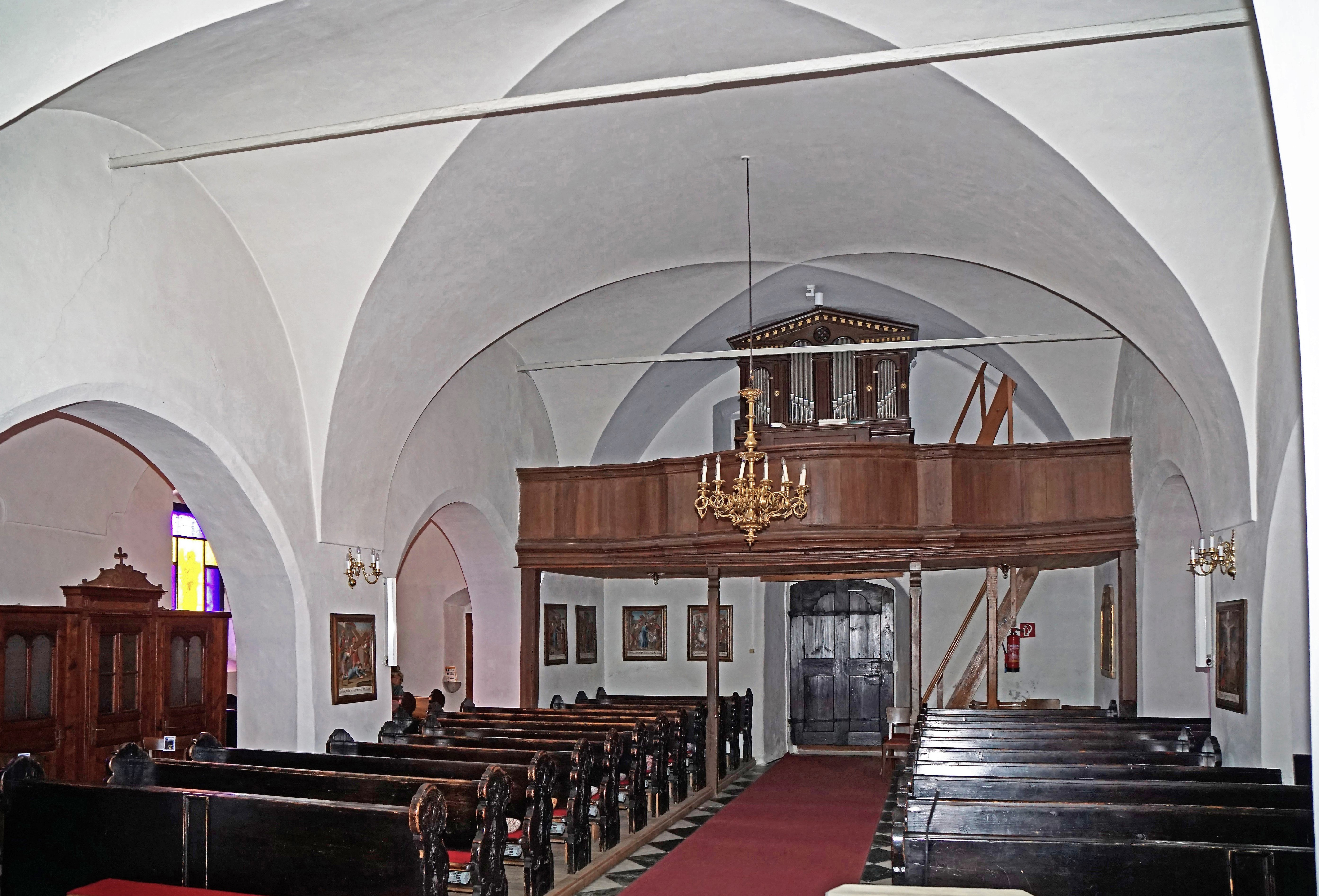
Innenansicht zur Orgelempore

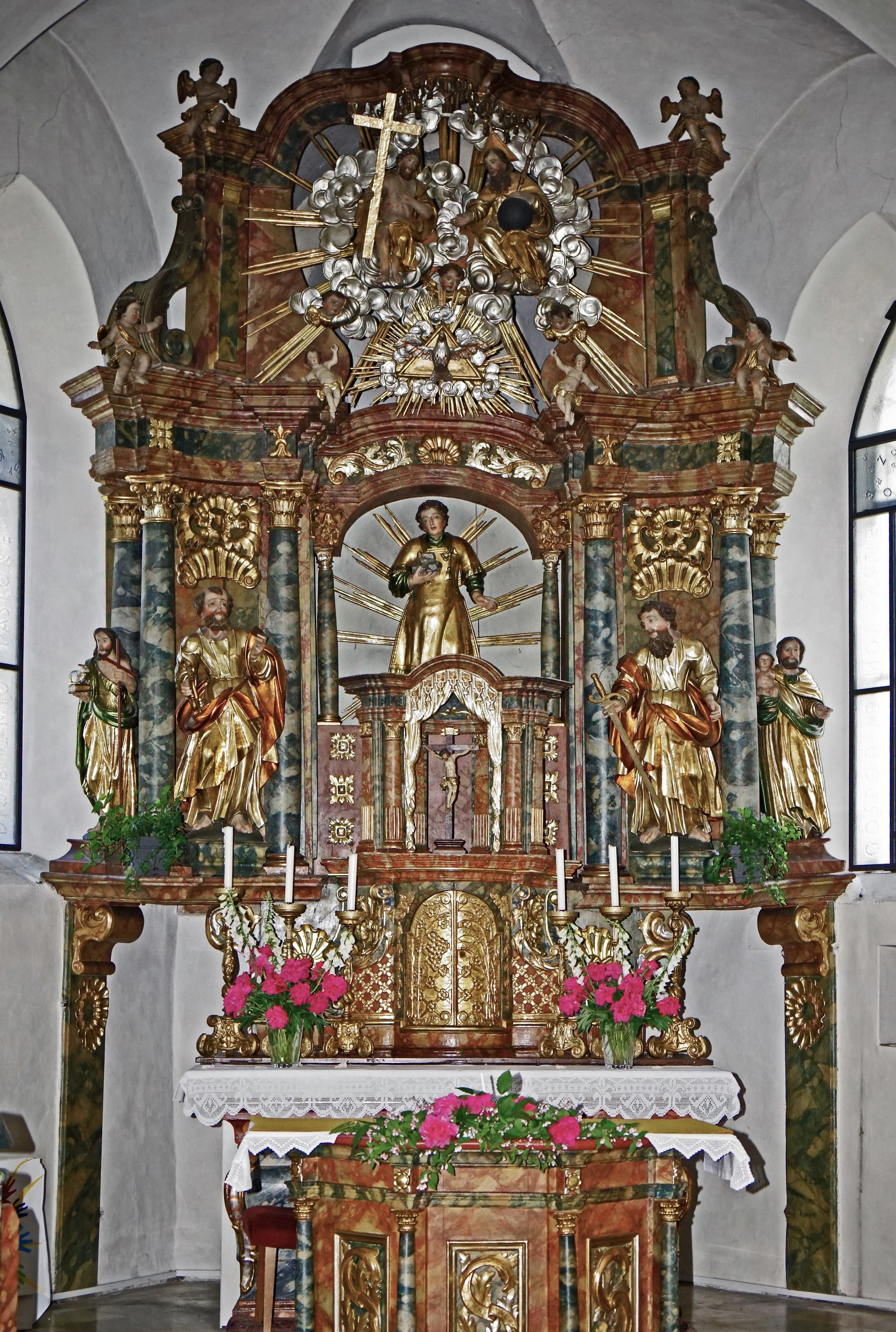
Der Hochaltar

Die Pfarrkirche St. Stefan steht in der Gemeinde Finkenstein am Faaker See und ist dem hl. Stephanus geweiht. Sie gehört zum Dekanat Villach-Land der Diözese Gurk. Das Kirchengebäude samt Friedhof steht unter Denkmalschutz (Listeneintrag).

## Geschichte
Die ältesten urkundlichen Erwähnungen der Kirche stammen aus den Jahren 1340 und 1385. Der heutige gotische Kirchenbau datiert von 1472, er wurde unter der Leitung des Meisters Jörg von Klagenfurt errichtet. Nach dem Brand von 1764, bei dem die Kirche stark in Mitleidenschaft gezogen worden ist, erhielt die Kirche bis zum Jahr 1774 durch den Anbau der Seitenschiffe die heutige Gestalt. Auch erhielt der Turm seinen Zwiebelhelm. Zuletzt wurde 1996 eine Innenrestaurierung durchgeführt, in der mutmaßlichen Farbgebung des 18. Jahrhunderts erfolgte die Adaptierung der Nord-Kapelle. Die Wiederaufstellung des gotischen Flügelaltars der Filialkirche Sankt Gregor in Goritschach erfolgte in der apsisartigen Nische der Nord-Kapelle.

## Bauwerk
Der Innenraum stellt sich heute als dreischiffiges Langhaus mit einem deutlich schmaleren ostseitigen Chor mit Fünfachtelschluss dar. Die Glasfenster schuf Valentin Oman 2008 mit dem Glaskünstler Daniel Moser.

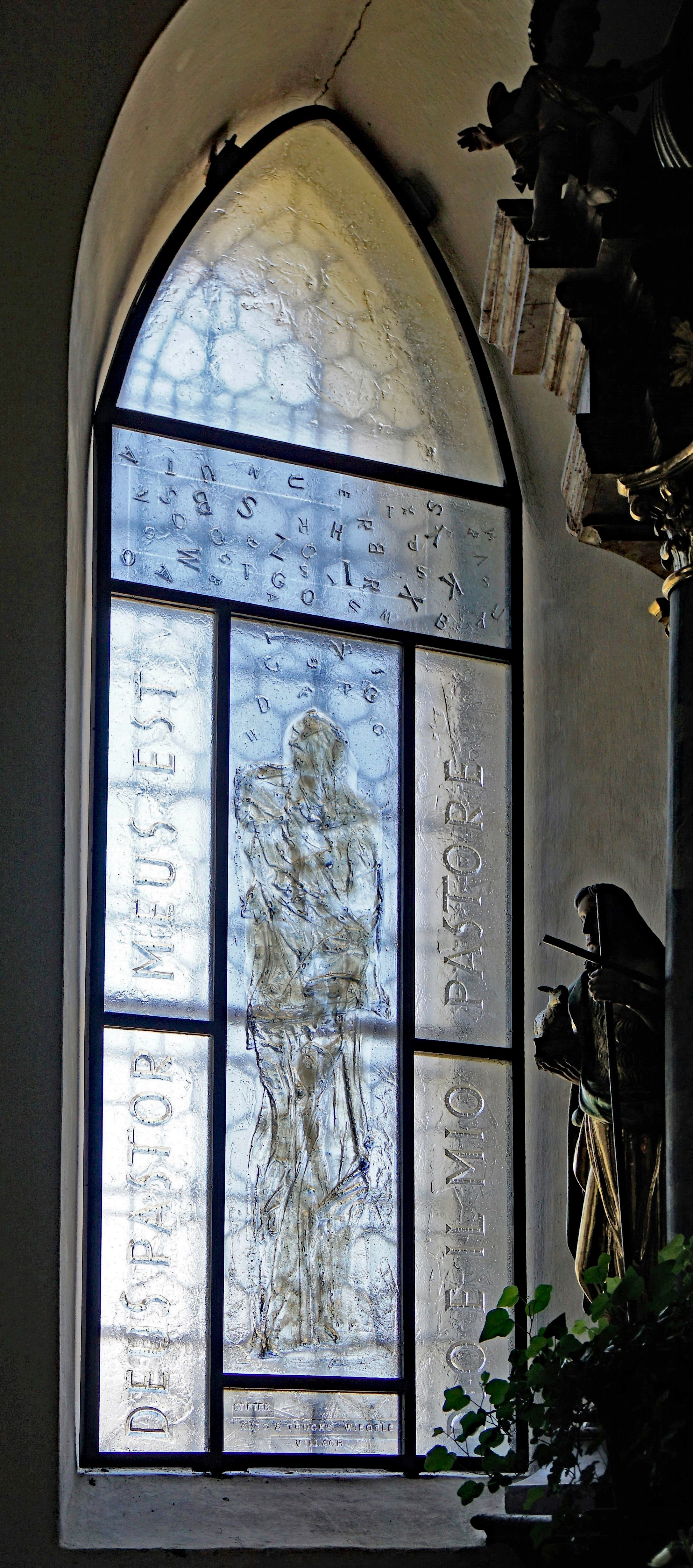
Glasfenster von Valentin Oman im Chor
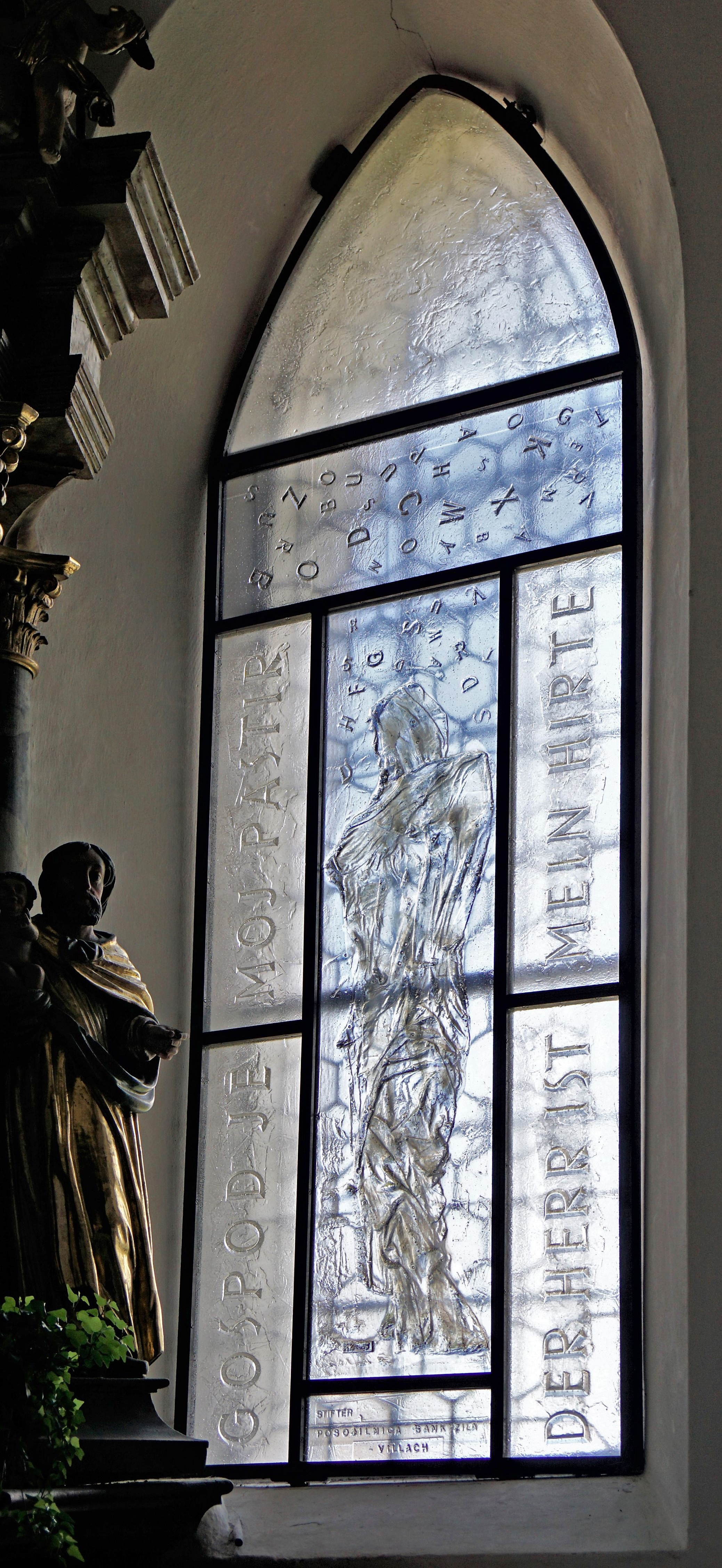
Rechtes Glasfenster im Chor
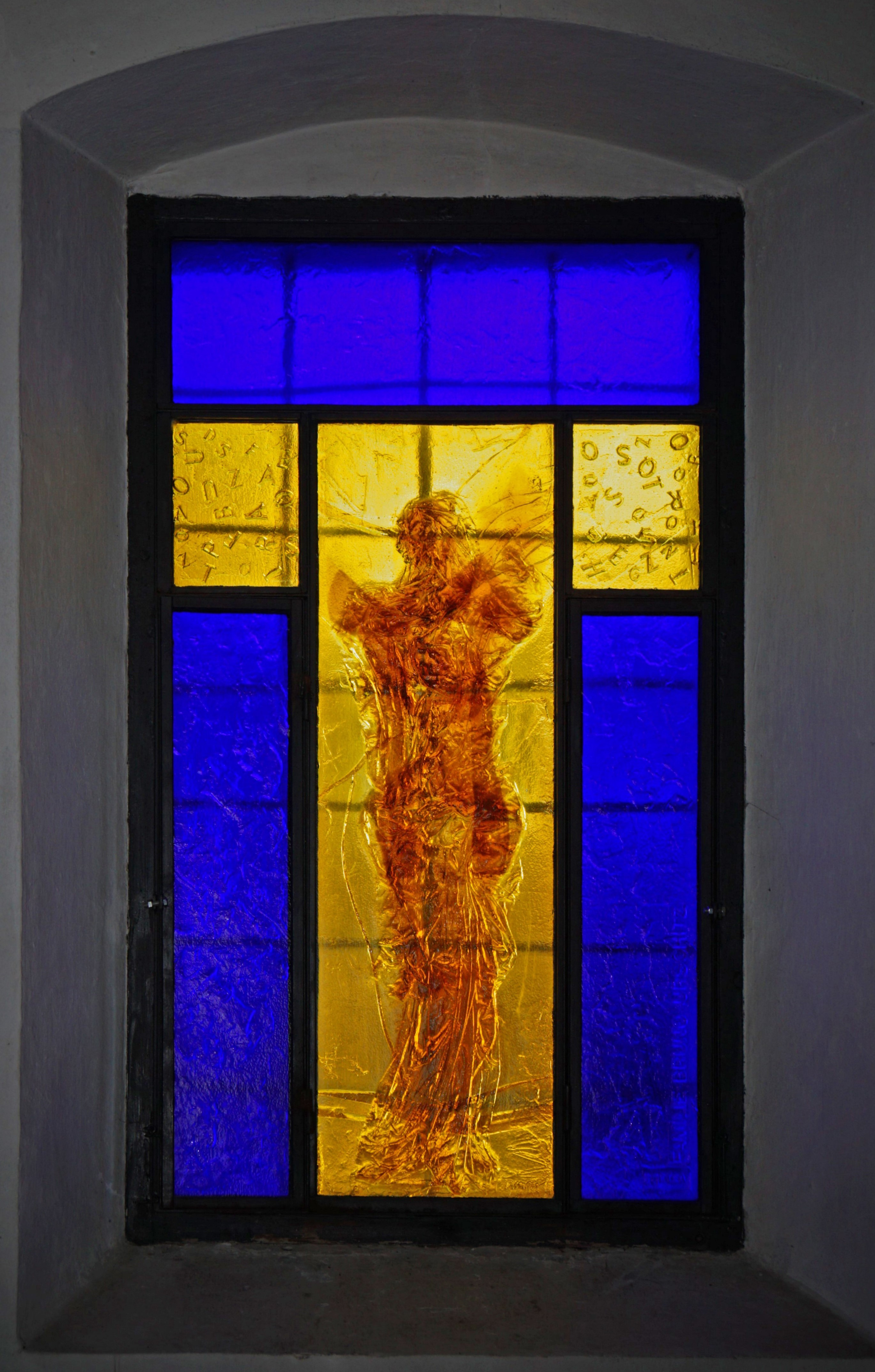
Glasfenster im südlichen Seitenschiff

## Einrichtung
Der barocke Hochaltar in der Apsis des Chores ist ein Säulenaltar mit dem hl. Stephanus als Zentralfigur. Assistenzfiguren sind die Apostel Petrus links und Paulus rechts. Weiter außen stehen  Figuren Johannes des Täufers links und des hl. Josef rechts. Im Aufsatz ist die Heilige Dreifaltigkeit figürlich dargestellt.
Der linke Seitenaltar, der Schutzmantelmadonna-Altar, ist ein gotischer Flügelaltar. Im Mittelschrein steht eine Schutzmantelmadonna mit Kind, im linken Flügel die hl. Katharina, im rechten Flügel die hl. Margarethe. Der Altar ist aus der Werkstatt des Villacher Meisters Heinrich und mit 1517 datiert.
Der rechte Seitenaltar, der Mariensiebenschmerzen-Altar, ist ein barocker Säulenaltar. Er dürfte vor 1750 entstanden sein und den Brand überstanden haben. Im Schrein steht eine Pietà. Den beiden weiblichen Assistenzfiguren fehlen Attribute. Die sieben kleinen Bilder in der Umrahmung zeigen die sieben Schmerzen Marias. Im Aufsatz ist eine Heilig-Haupt-Darstellung zu sehen.
Zur weiteren Einrichtung gehört ein Taufstein, dessen Bronze-Deckel mit einer Taufgruppe bekrönt ist, sowie Kreuzweggemälde.

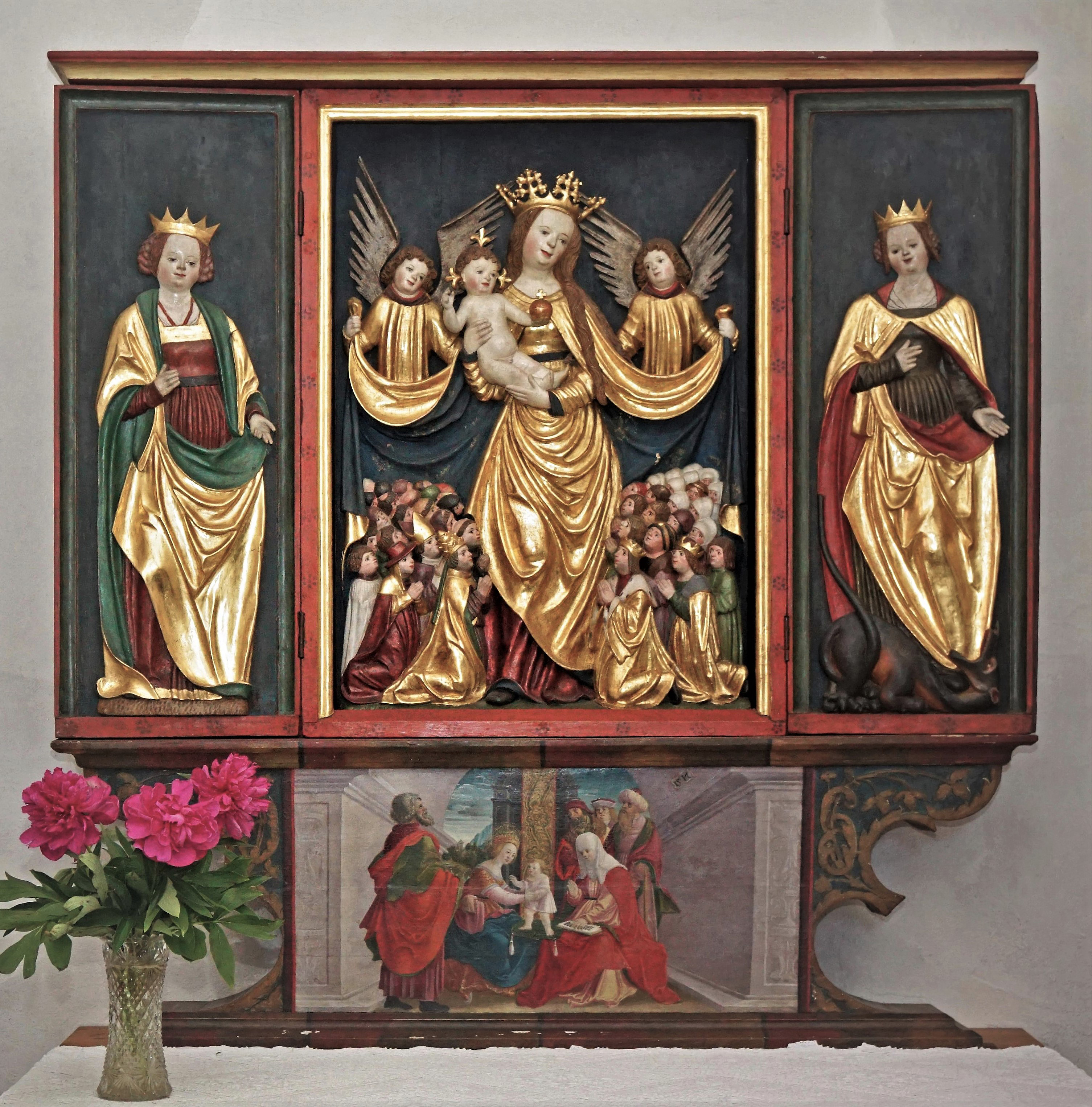
Schutzmantelmadonna-Altar
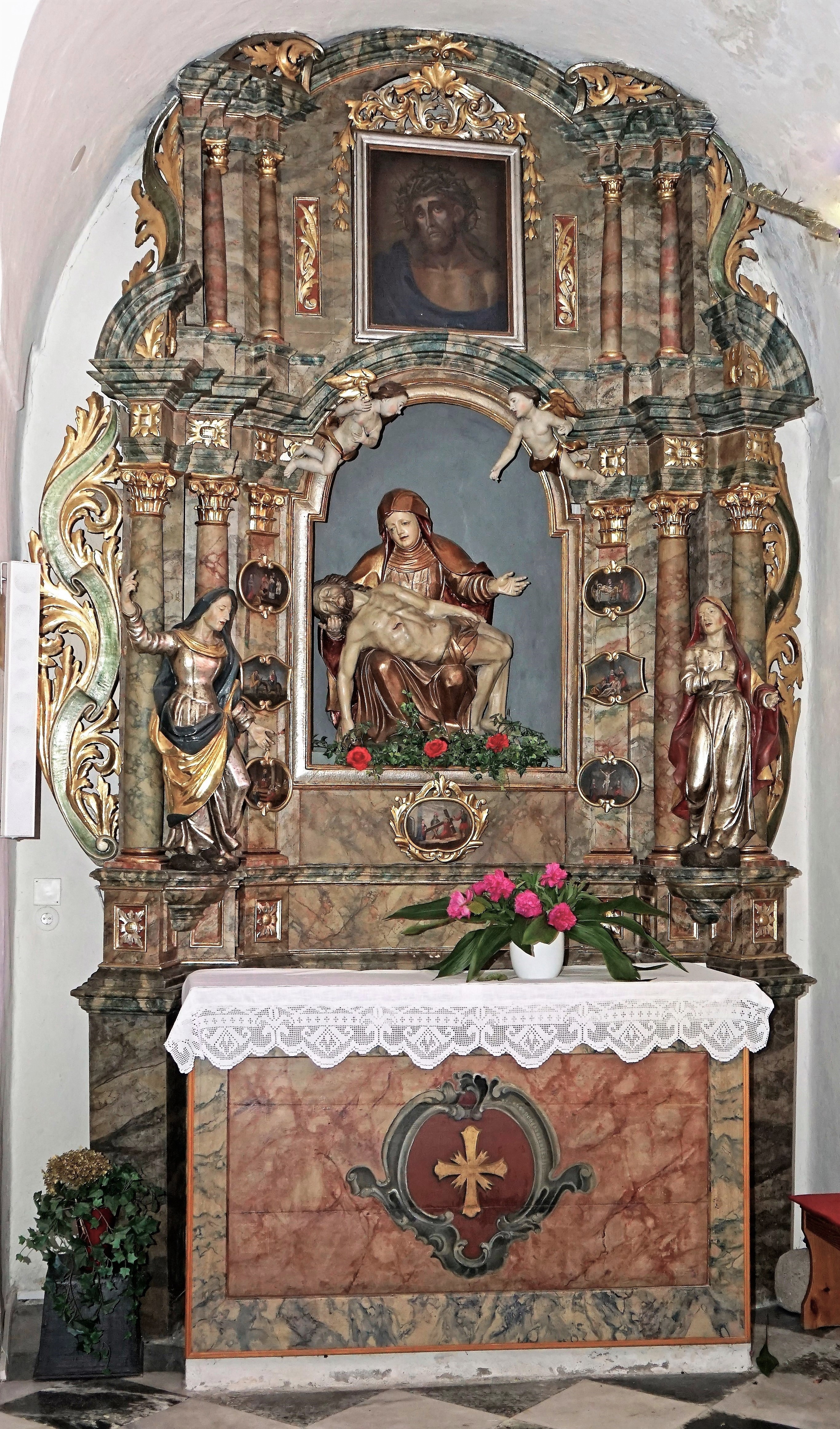
Mariensiebenschmerzen-Altar
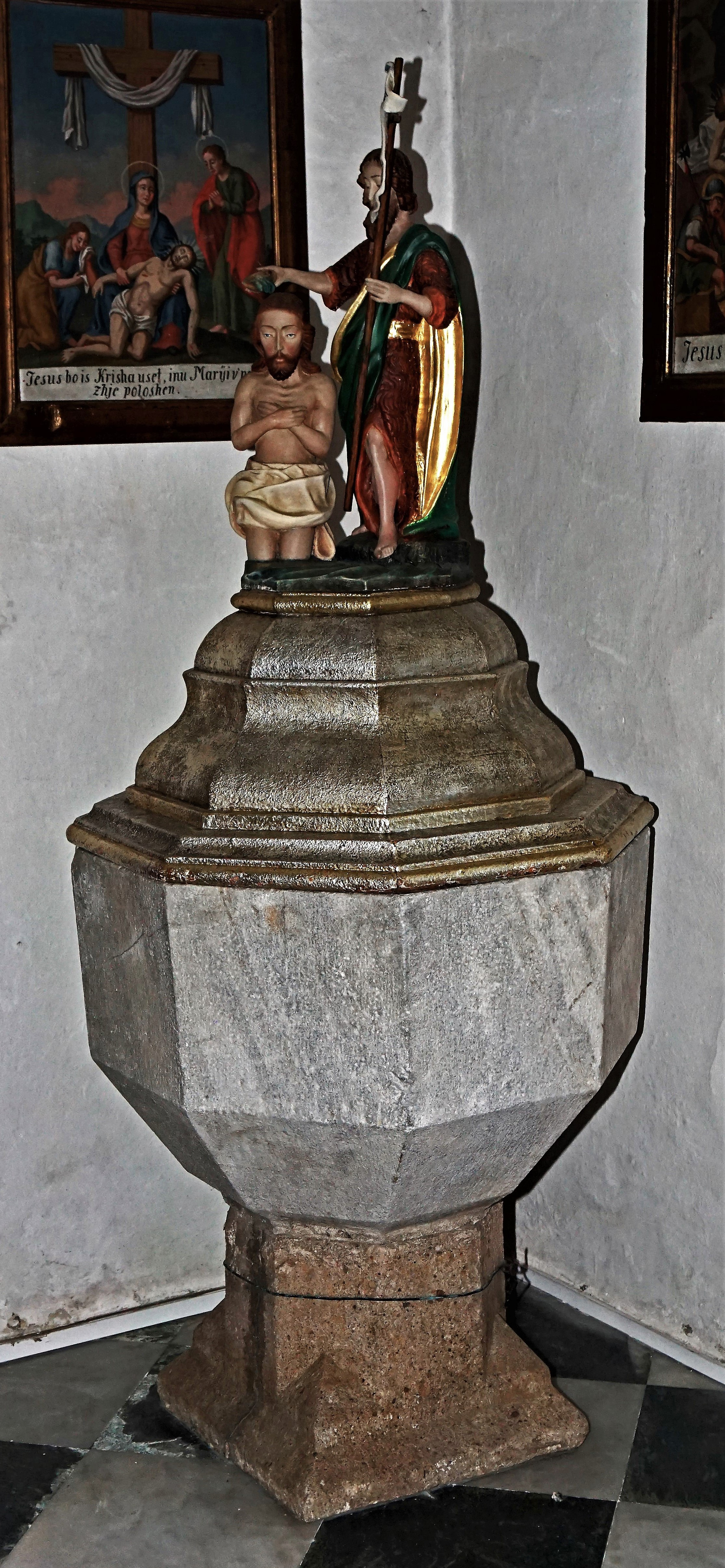
Taufstein
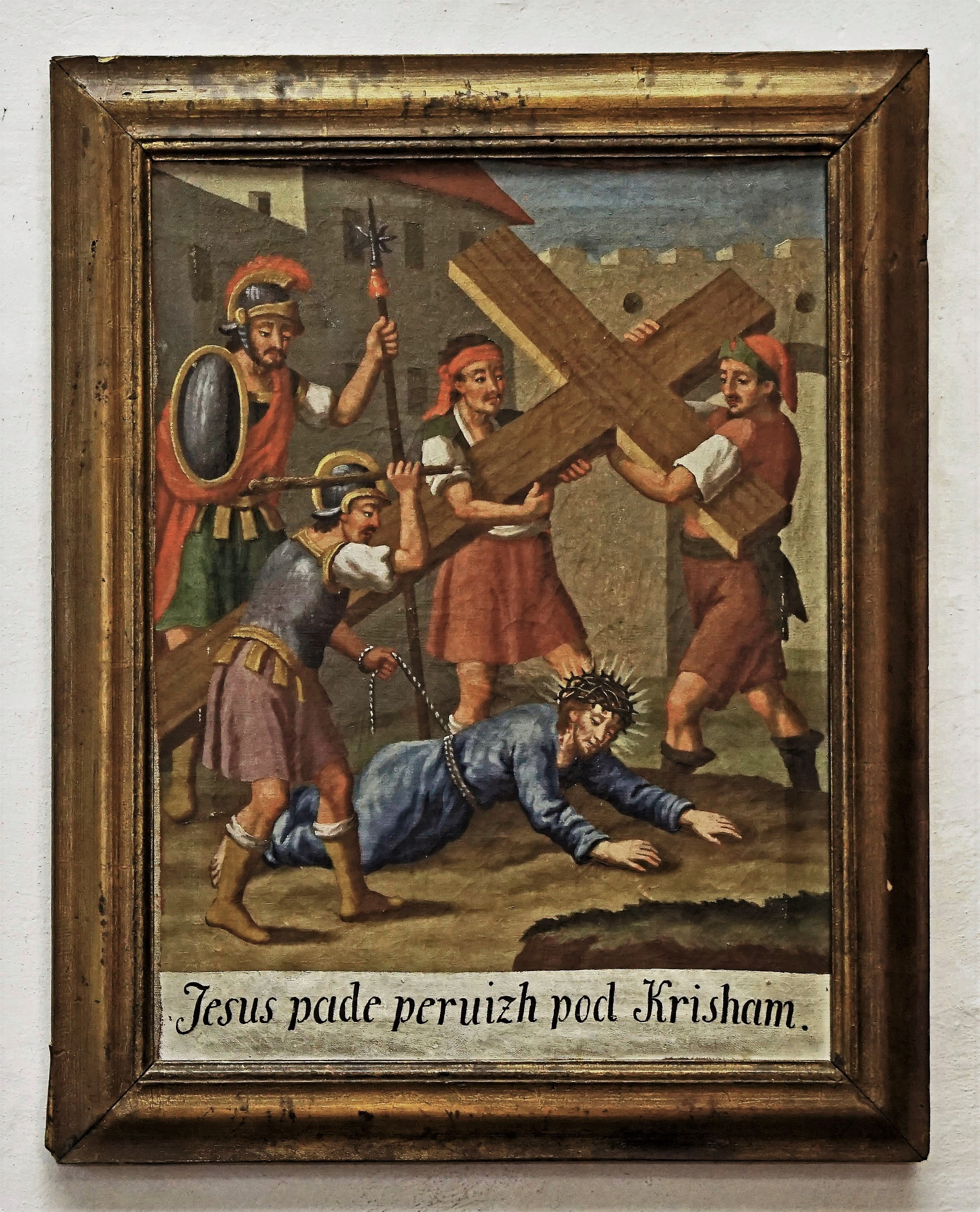
Kreuzwegstation

In der Vorhalle ist das sogenannte Finkensteiner Relief aufgestellt. Für die Entstehungszeit des Reliefs aus Sandstein wird 1360 bis 1390 angenommen. Vermutlich handelt es sich um ein Architekturdetail. Entweder war es eine Chorabschrankung, eine Art mittelalterlicher Lettner (siehe Grado oder Aquilea), oder es war ein Teil einer Emporenbalustrade (Brüstung). Es ist durchaus möglich, dass es noch ein Gegenstück gibt. Etwa die Heimsuchung Mariens und ein Posaune blasender Engel sowie das Martyrium des Heiligen Laurentius. Woher dieses Relief kommt, ist völlig ungeklärt. Jedenfalls ist es in seiner Form ein Unikat.
Die eine Seite zeigt die Verkündigung Mariens (Maria stark zerstört) und den Erzengel Michael als Seelenwäger. Die andere Seite zeigt das Martyrium des heiligen Stephanus, so wie dies die Apostelgeschichte im Kapitel Nr. 7 beschreibt: „... da schrien sie laut aus, hielten sich die Ohren zu und stürmten wie ein Mann auf ihn los ...“ (Apg. 7,57).
Ganz links wird der Tod des Heiligen Stephanus dargestellt, das Wickelkind symbolisiert die Seele. Die Seele verlässt den toten Körper und oben erwarten sie die Engel. „Zum Paradies mögen Engel dich begleiten ...“ So betet die Kirche auch heute noch über den Gräbern. Deutlich sind die Juden dargestellt, sie tragen jene spitzen Hüte, die im Mittelalter für sie Vorschrift waren.

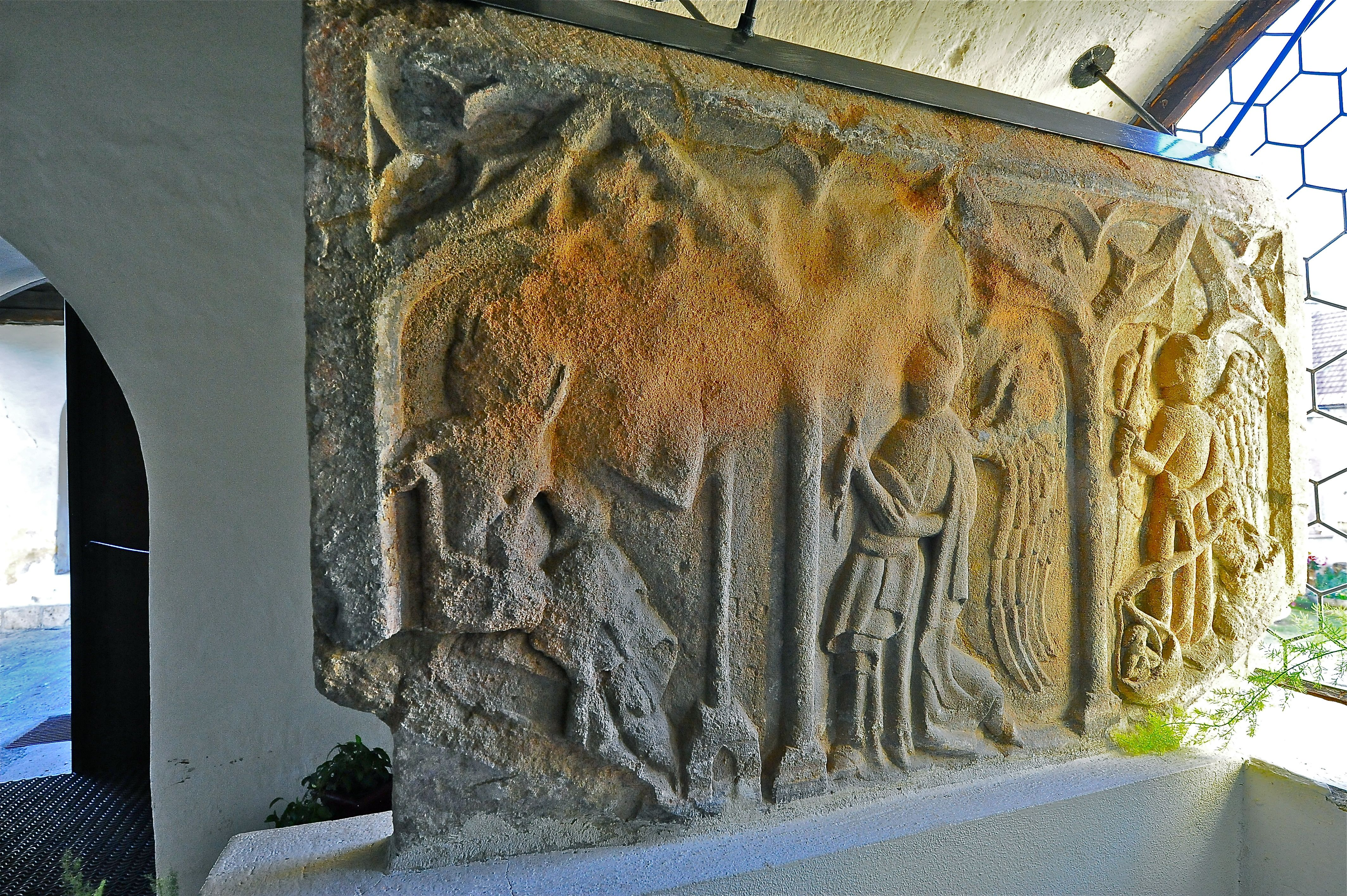
Sandsteinrelief in der Vorhalle
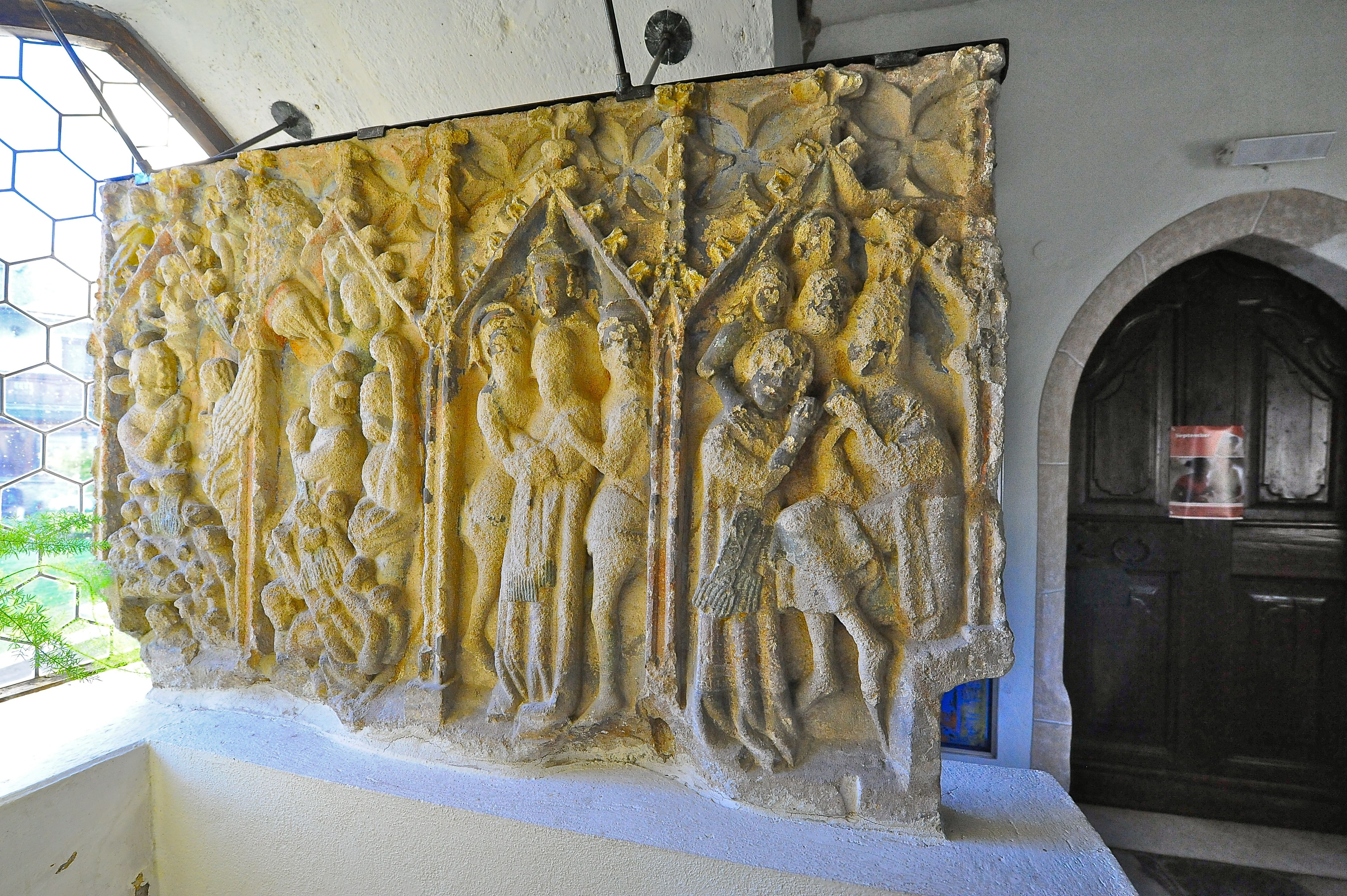
Sandsteinrelief in der Vorhalle

In der äußeren Vorhalle ist das alte Friedhofskreuz angebracht.

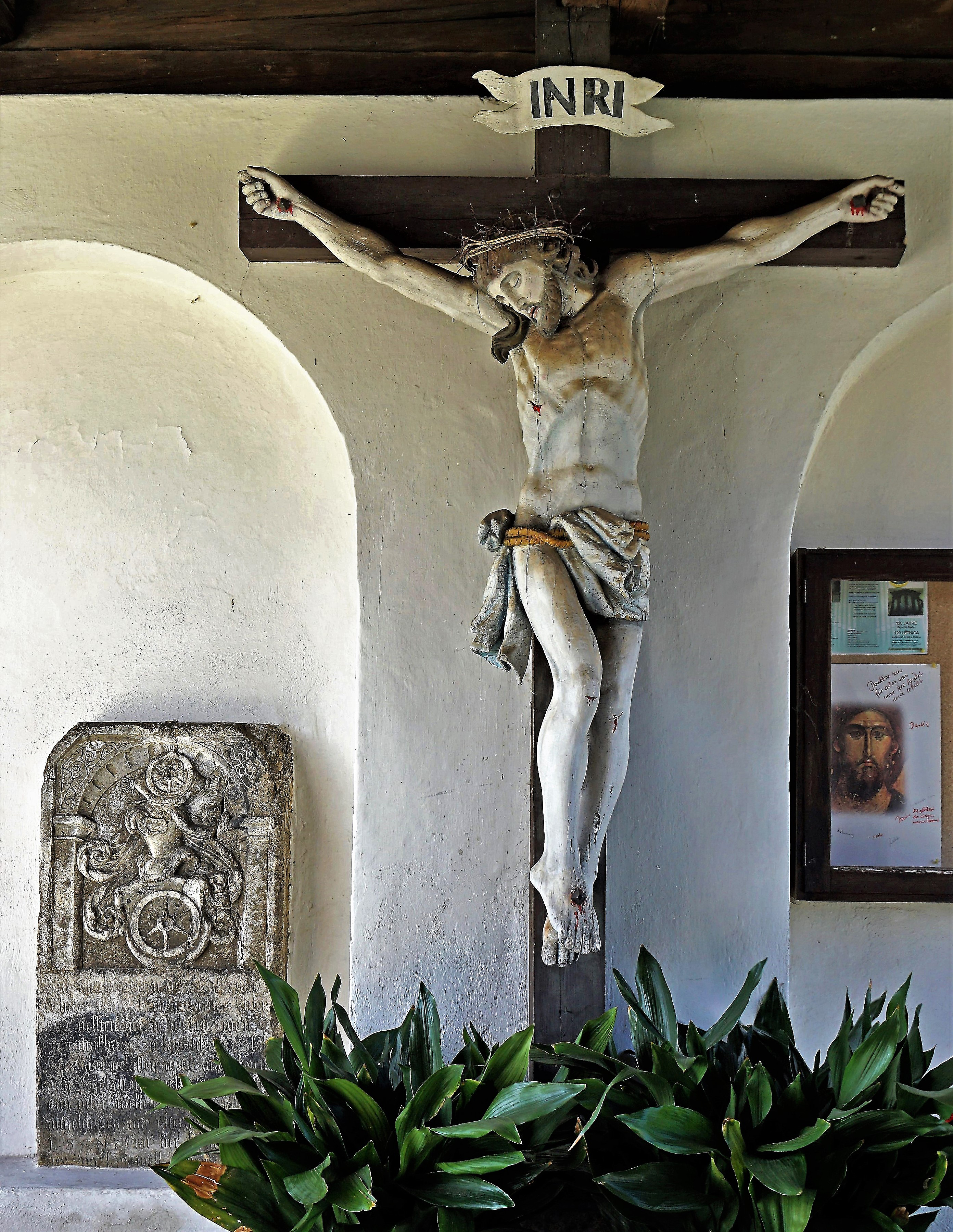
Das alte Friedhofskreuz in der äußeren Vorhalle